# 孫中山郵票

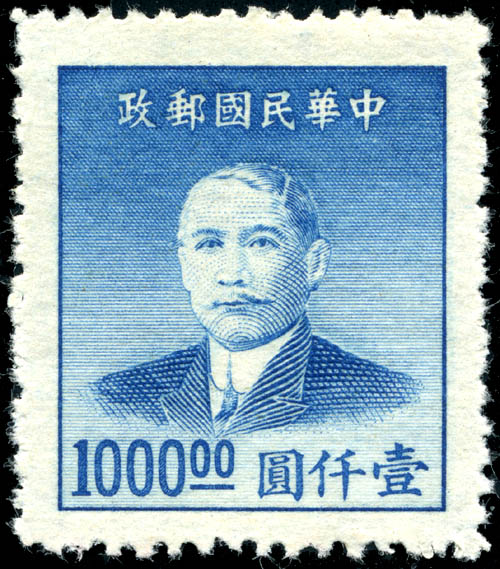
1949年发行的孙中山邮票（第12版）

許多中國郵票都以孫中山作為圖案，這些郵票可分為普通郵票、地方郵票、加蓋郵票和紀念郵票。
孫中山像第一次被當作郵票圖案使用是在1912年的革命紀念郵票。第一版孫中山普通郵票發行於1931年，由倫敦的德拉魯公司印製。抗日戰爭爆發後，中華民國在1938年11月發行了第三版孫中山郵票。抗日戰爭結束後的第八版孫中山郵票於1945年12月於重慶中央印刷廠印製。最後一版孫中山郵票是唯一採用純色背景印製的郵票。